# 志筑藩
志筑藩（日语：／ Shiduku-han */?）是位於日本常陸國新治郡志筑（現茨城縣霞浦市中志筑）的藩，成立於慶應4年7月14日（1868年8月31日），明治4年7月14日（1871年8月29日）廢藩置縣，石高是10,110石，藩廳是志筑陣屋，藩校是習文館，人口是888戶5,568人。
江戶屋敷方面，居屋敷位於愛宕下（源助町、愛宕下町二丁目，現東京都港區新橋四丁目一帶），明和9年8月7日（1772年9月4日）擴建。下屋敷拜領於明和3年12月14日（1767年1月14日），位於深川島田町（現東京都江東區木場二丁目一帶），明和5年9月21日（1768年10月31日）相對替至深川元加賀町（現江東區三好三至四丁目和平野三至四丁目一帶），其後轉移至西久保（現港區麻布台一丁目一帶），文化10年8月23日（1813年9月17日）相對替至青山百人町（現港區北青山三丁目一帶），天保12年8月17日（1841年10月1日）相對替至深川大和町（現江東區冬木6番地一帶）。

## 歷史
慶長7年（1602年），原本領有出羽國仙北郡本堂（現秋田縣仙北郡美鄉町浪花）的本堂茂親以八千五百石入主志筑，由於本堂氏是源賴朝庶長子忠賴的後裔而獲列為交代寄合，根據《角川日本地名大辭典》、《日本歷史地名大系》和《國史大辭典》記載，最初他進駐位於下佐谷村（現霞浦市下佐谷）的威德院，不過《日本城郭大系》指初期的陣屋位於佐谷城（現霞浦市中佐谷），霞浦市歷史博物館也指本堂氏自慶長7年開始便以佐谷城（笠松城）為居城。《角川日本地名大辭典》還指出在寬永2年（1625年）時，當地百姓由於反對增收年貢和賦役，在威德門前不但大罵，而且還用繩子拉倒威德院的大門，本堂家因此事在同年12月11日（1626年1月9日）獲得期待已久的朱印狀後，反而在寬永3年正月8日（1626年2月4日）宴請下佐谷村的百姓慶祝，然後才將居館轉移至笠松城。
正保2年（1645年），陣屋在志筑城遺址建成後，先前拉倒大門一事逐漸儀式化，每年正月7日和8日均會舉行名為志筑之笑的儀式，在正月7日當天，下佐谷村的五名百姓肩托繩索前往陣屋接受款待，在喝醉後便對領主和家老等人大放厥詞，翌日則由家臣一同舉行稱為御門引的拔河儀式，這項儀式至少持續至文化7年至文政中期。同年，本堂榮親繼位後將中佐谷村500石分知予其弟澄親。正德2年（1712年），交代寄合戶川達富三男作為本堂伊親的養子而繼位，即本堂苗親。寶曆2年（1752年），上野安中藩主板倉勝清四男作為本堂豐親的養子而繼位，即本堂親房。
另一方面進入江戶時代中期後，志筑領由於年貢過重而多次爆發百姓一揆，首先在延寶9年（1681年），百姓以傘連判狀進行越訴，安永7年（1778年）助六一揆爆發，主謀下佐谷村助六被處以獄門，寬政元年（1789年）和文化4年（1807年）又先後對老中松平定信和松平信明進行駕籠訴，天保4年（1833年）又爆發要求移居至水戶藩的一揆。對此，家老橫手義忠為了改革，在安永5年至天保8年（1776年至1837年）實施開墾新田、植樹造林、設立義倉和儉約令等政策，一度讓財政得到改善，不過隨著江戶屋敷在安政江戶地震中損毀以及安政3年（1856年）的風災，志筑領的財政也再次惡化。
戊辰戰爭爆發後，領主本堂親久決定勤王，慶應4年5月15日（1868年7月4日）奉命在上野戰爭期間於當地收集情報，5月21日（7月10日）駐紮於江戶城內，其後又負責向身處小田原和仙台的新政府軍幹部轉交御用狀，以及擔任新政府軍的斥候，收集關東諸藩的情報。5月27日（7月16日），親久奉命在幸橋門戒備，7月2日（8月19日）轉至虎之門直至8月7日（9月22日）。6月28日（8月16日），志筑兵15人奉命處理新政府軍從千住至銚子的住宿和伙食，後來由於新政府軍將行軍路線從海路改成陸路，志筑兵負責的範圍也擴大至小金至平。7月14日（8月31日），志筑兵的貢獻得到認可，志筑領通過石高調整，從原本領有的八千石，加上新田部分的2,110石，總計達10,110石而立藩。
其後，志筑藩在7月24日（9月10日）奉命前往湯島抓拿幕臣木津萬太郎，8月19日（10月4日）則前往四谷抓拿幕府軍的中島藏人。另一方面在8月5日（9月20日），親久向新政府軍表示希望前往前線作戰，8月8日（9月23日）雖然奉命在大總督府戒備，從結論來說最終未能如願。8月27日（10月12日）奉命與薩摩藩兵討伐集結於松月院的幕府軍但撲空。9月2日和9月8日（10月17日和23日），志筑藩兵分別奉命前往銚子港和行德搜捕告府軍艦美賀保丸的生還者。弘道館戰爭爆發時，志筑藩兵除了在藩領戒備外，在水戶藩的請求下也派遣部隊前往支援。明治4年7月14日（1871年8月29日）廢藩置縣後，陣屋也被拆除，遺址後來變成志筑村役場和志筑小學校的所在地。

## 歷任領主
| 大名家 | 家格                | 藩主     | 石高    | 藩領         |
| ------ | ------------------- | -------- | ------- | ------------ |
| 本堂家 | 交代寄合            | 本堂茂親 | 8500石  | 常陸國新治郡 |
| 本堂家 | 交代寄合            | 本堂榮親 | 8000石  | 常陸國新治郡 |
| 本堂家 | 交代寄合            | 本堂玄親 | 8000石  | 常陸國新治郡 |
| 本堂家 | 交代寄合            | 本堂伊親 | 8000石  | 常陸國新治郡 |
| 本堂家 | 交代寄合            | 本堂苗親 | 8000石  | 常陸國新治郡 |
| 本堂家 | 交代寄合            | 本堂豐親 | 8000石  | 常陸國新治郡 |
| 本堂家 | 交代寄合            | 本堂親房 | 8000石  | 常陸國新治郡 |
| 本堂家 | 交代寄合            | 本堂親庸 | 8000石  | 常陸國新治郡 |
| 本堂家 | 交代寄合            | 本堂親道 | 8000石  | 常陸國新治郡 |
| 本堂家 | 交代寄合 → 外樣大名 | 本堂親久 | 10110石 | 常陸國新治郡 |

## 藩領
根據《舊高舊領取調帳》記載，志筑藩領如下，基於相給也有可能同時是皇室領、公家領、幕府領、其他藩領、旗本領或寺社領。
| 令制國 | 郡     | 町村數目 | 藩領 |
| ------ | ------ | -------- | --- |
| 常陸國 | 新治郡 | 20村     | 成井村、東野寺村、西野寺村、上土田村、下土田村、上志筑村、下志筑村、五反田村、橫堀村、飯田村、大峯村、上佐谷村、中佐谷村、下佐谷村、雪入村、中志筑村、上稻吉村、下稻吉村、高倉村、粟田村 |